# Johan de Gaia
Johan de Gaia (fl. XIV secolo) è stato un trovatore portoghese, di Guimarães, della prima metà del XIV secolo.
Scudiero alla corte di Dionigi del Portogallo e di Afonso IV, ebbe per mecenate Pietro, conte di Barcelos. È autore di sette componimenti poetici: quattro cantigas de amor, di stampo tradizionale, e tre cantigas de escarnio. 